# Litsea grandis
Litsea grandis är en lagerväxtart som först beskrevs av Nathaniel Wallich och Christian Gottfried Daniel Nees von Esenbeck, och fick sitt nu gällande namn av Joseph Dalton Hooker. Litsea grandis ingår i släktet Litsea och familjen lagerväxter.

## Underarter
Arten delas in i följande underarter:
- L. g. paludosa
- L. g. rufo-fusca